# Daniel Majstorović
Daniel Majstorović (født 5. april 1977 i Malmö, Sverige) er en tidligere svensk fodboldspiller af serbisk oprindelse, der spillede som midterforsvarer. Han har tidligere optrådt for IF Brommapojkarna, AIK, Västerås SK og Malmö FF i sit hjemland, samt for tyske Fortuna Köln, hollandske FC Twente, skotske Celtic og schweiziske FC Basel samt for en anden græsk klub AEK Athen.
Majstorović blev i 2004 svensk mester med Malmö FF, mens han med FC Basel vandt det schweiziske mesterskab i 2008, samt den schweiziske pokal i både 2007 og 2008.

## Landshold
Majstorović står noteret for 50 kampe og to scoringer for Sveriges landshold, som han debuterede for den 16. februar 2003 i et opgør mod Qatar. Han var en del af den svenske trup til EM i 2008 i Østrig og Schweiz.

## Personlige liv
Majstorović er far til tre. Han har en søn, Antonio, og to døtre, Danielle og Celine. Han har været med i en svensk sports dokumentar om Malmö FF - Allsvenskan 2004 og Vägen tillbaka - Blådårar 2.
Han taler syv sprog: serbisk, dansk, engelsk, norsk, græsk og svensk. Han er af serbisk afstamning.